# Yves Boisseau
Pour les articles homonymes, voir Boisseau (homonymie).
Yves Boisseau, né le 5 février 1934 à Luant (Indre), est un homme politique français.

## Biographie
Ingénieur de profession, il a été député pour la XIIe législature (2002-2007), dans la quatrième circonscription du Calvados à la suite de la nomination de Nicole Ameline au gouvernement Raffarin, puisqu'il était son suppléant tout comme en 1995 lorsqu'elle fut ministre sous Alain Juppé. Il fait partie du groupe UMP. Il ne s'est pas représenté en 2007, favorisant ainsi le retour de Nicole Ameline à l'Assemblée nationale.

## Mandats
- 1993 - 2007 : député-suppléant
- 18/06/1995 - 18/03/2001 : membre du conseil municipal de Colombelles (Calvados)
- 19/06/1995 - 08/11/1995 : député
- 08/06/2002 - 19/06/2007 : député